# فرانتس هورن
فرانتس هورن (انگلیسی: Franz Horn; ۲۶ اوت ۱۹۰۴ – ۲۲ سپتامبر ۱۹۶۳) بازیکن فوتبال اهل آلمان بود.
از باشگاه‌هایی که در آن بازی کرده‌است می‌توان به باشگاه فوتبال هامبورگ و باشگاه فوتبال شوارتز-وایس اسن اشاره کرد.
وی همچنین در تیم ملی فوتبال آلمان بازی کرده‌است.